# Цайтц Єрмінінгельд Стефанович
Цайтц Єрмінінгельд Стефанович (26 квітня 1924 року — 26 жовтня 2009 року) — український гідротехнік, гідролог, кандидат технічних наук, доцент, старший науковий співробітник Київського національного університету імені Тараса Шевченка.

## Біографія
Народився 26 квітня 1924 року в Свердловську, Росія. Закінчив 1952 року Київський гідромеліоративний інститут за спеціальністю «гідротехнік меліорації», також аспірантуру цього інституту. У 1952–1960 роках асистент кафедри гідротехнічних споруд у Київському гідромеліоративному інституті. У 1960–1978 роках старший науковий співробітник Інституту гідромеханіки НАН України. У Київському університеті з 1978 по 1989 доцент кафедри гідрології та гідрохімії, у 1989–1991 роках старший науковий співробітник, у 1991–2000 роках провідний науковий співробітник. Отримав вчене звання доцента у 1965 році. Кандидатська дисертація «Дія хвиль на укіс незв'язаних ґрунтів» захищена у 1958 році. Читав спецкурси: «Гідравліка з основами гідромеханіки», «Руслові процеси і динаміка берегів водосховищ», «Основи гідротехніки» та інші. Сфера наукових досліджень: гідравліка річкових потоків, гідродинаміка вітрових хвиль та хвиль попусків у водосховищах і каналах, руслові деформації і проблеми їх регулювання, екологічна безпека річкових русел та берегів водосховищ. Проводив експедиції на дніпровських водосховищах, Південно-Кримському каналі, Кінбурнській косі, Кілійському гирлі Дунаю, річках Закарпаття. Розробив і застосував у практиці водогосподарського будівництва метод розрахунків і проектування укосів дамб, а також берегів без кріплення; обґрунтував метод розрахунку вздовжберегового потоку наносів на берегах водосховищ і морів.

## Нагороди і відзнаки
За участь у німецько-радянській війні нагороджений орденами: Вітчизняної війни II ступеня, «За відвагу» ІІІ ступеня, 11 медалями: «За оборону радянського Заполяр'я», золотою та срібною медаллями ВДНГ «За успіхи у розвитку народного господарства», «Ветеран праці», медаллю Жукова, «Захиснику Вітчизни».

## Наукові праці
Автор 150 наукових праць, 5 авторських свідоцтв на винаходи у співавторстві. Підготував 1 кандидата наук. Основні праці:
1. Дослідження вздовжберегового руху наносів на морях і водосховищах: Монографія. — К., 1967 (у співавторстві).
2. Захист берегів водосховищ банкетами з гірської маси. — К., 1974 (у співавторстві).